# 第80屆奧斯卡金像獎
第80届奥斯卡颁奖典礼是美国电影艺术与科学学院旨在奖励2007年最优秀电影的一场晚会，于太平洋时区2008年2月24日下午17点30分（北美东部时区晚上20点30分）在美国加利福尼亚州洛杉矶好莱坞的杜比剧院举行，共计颁发24个类别的奥斯卡金像奖（也称学院奖）。晚会通过美国广播公司在美国直播，由吉尔·凯茨（Gil Cates）担任制片人，路易斯··霍维茨（Louis J, Horvitz）导演，曾于两年前主持第78届颁奖晚会的笑匠兼脱口秀主持乔恩·斯图尔特第2次担任主持人。两周前的2月9日，女演员杰西卡·阿尔芭在加利福尼亚州比佛利山的比佛利威尔希尔饭店主持颁发了奥斯卡科技成果奖。
《老无所依》获得包括最佳影片在内的4项大奖，是这个夜晚的最大赢家。其它获奖作品包括胜出3项的《谍影重重3》、获奖2项的《玫瑰人生》和《血色将至》，以及胜出1项的《赎罪》、《伪钞制造者》、《伊莉莎白：輝煌年代》、《保险被拒》（Freeheld）、《魔幻羅盤》、《朱诺》、《敵對同謀》、《扒手莫扎特》（The Mozart of Pickpockets）、《曾經。愛是唯一》、《彼得与狼》（Peter and the Wolf）、《美食总动员》、《理发师陶德》和《开往暗处的的士》（Taxi to the Dark Side）。晚会的电视直播平均吸引了约3,200万美国观众收看，是电视观众人数最少的一届。

## 获奖和提名
2008年1月22日，美国电影艺术与科学学院主席希德·甘尼斯（Sid Ganis）和女演员凯西·贝茨一起在加利福尼亚州比佛利山的塞缪尔·戈尔德温剧院公布第80届奥斯卡金像奖提名名单。《老无所依》和《血色将至》均以8项提名领跑。
获奖名单在2008年2月24日举行的颁奖典礼上公布。伊森·科恩和乔尔·科恩一起获导演奖，是历史上第二次有两位导演因同一部电影获奖，上次出现这种情况是1961年的电影《西区故事》，杰罗姆·罗宾斯和罗伯特·怀斯共同获奖。获表演类奖项肯定的4名演员都不是在美国出生，这种情况此前还只出现过1次。丹尼尔·戴-刘易斯成为历史上第8位两次获男主角奖的演员。女主角奖得主玛丽昂·歌迪亚是主演1961年电影《烽火母女泪》（La ciociara）的索菲娅·罗兰之后首位以非英语电影获女主角奖的演员，也是历史上第5位在电影中未说英语而获奖的演员。获女配角奖的凯特·布兰切特则成为历史上第11位同年获两项表演类奖项提名的演员。布兰切特曾因在1998年电影《伊丽莎白》中扮演英国女王伊丽莎白一世获女主角奖提名，这次又因在《伊丽莎白2：黄金时代》中饰演同一角色获同一奖项提名，成为历史上首位扮演同一人物而两度获提名的女演员，也是第5位达成这一目标的演员。获男配角奖提名的哈尔·霍尔布鲁克已有82岁，刷新表演类奖项最年长男性提名人的纪录。此外，获荣誉奖的罗伯特·波义耳（Robert F. Boyle）已是98岁高龄，创下最年长获奖人的新纪录。

### 奖项

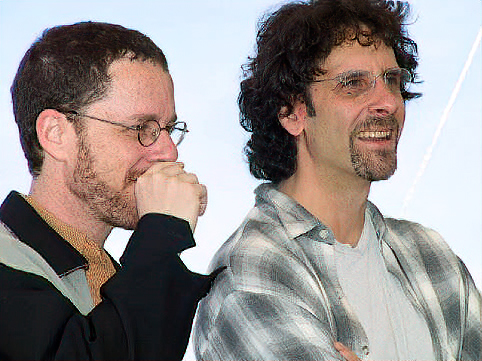
科恩兄弟因《老无所依》获最佳影片、导演和原著改编奖

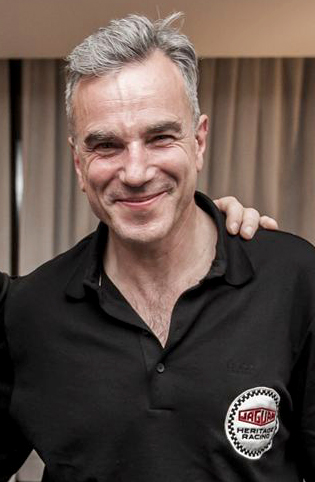
丹尼尔·戴-刘易斯凭《血色将至》夺得男主角奖

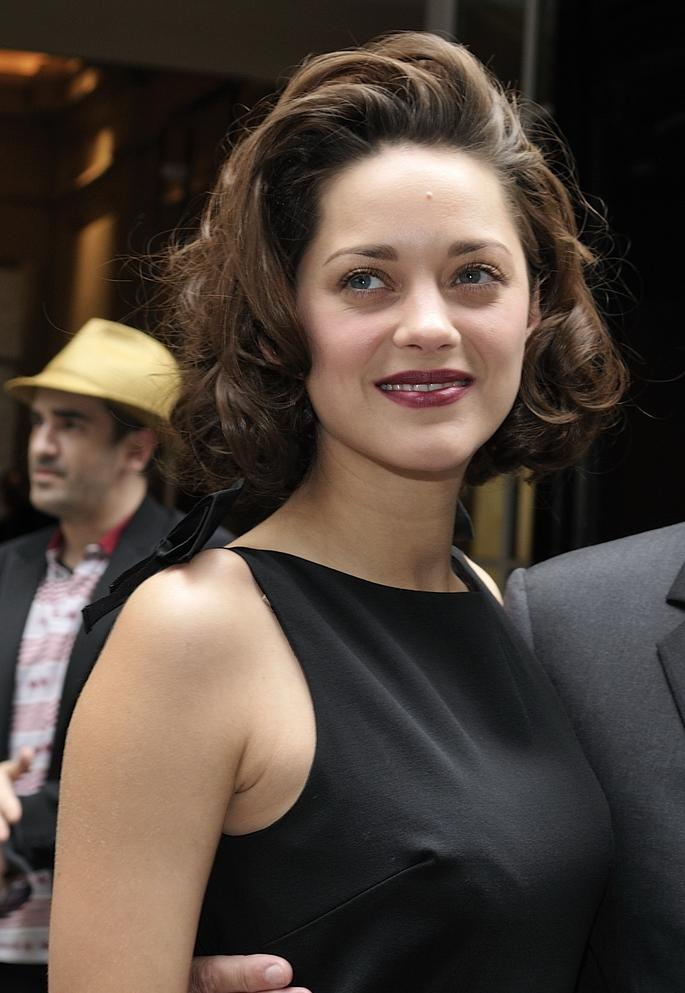
玛丽昂·歌迪亚以《玫瑰人生》摘得女主角奖桂冠

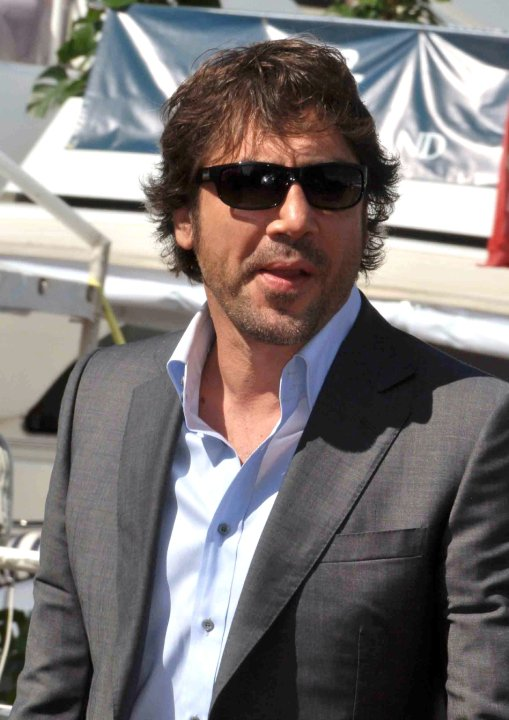
哈维尔·巴登因《老无所依》获男配角奖

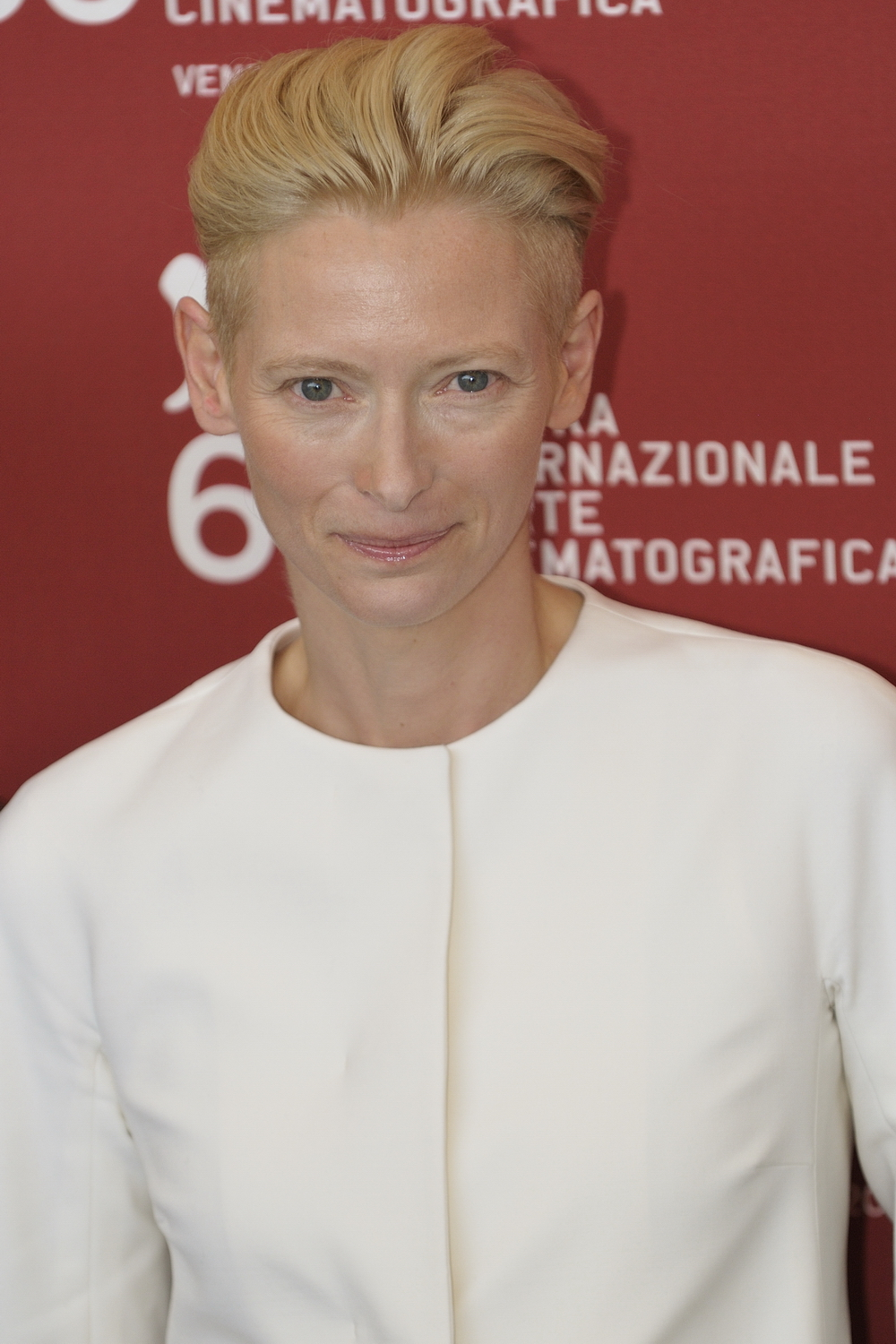
蒂尔达·斯文顿凭《迈克尔·克莱顿》夺得女配角奖

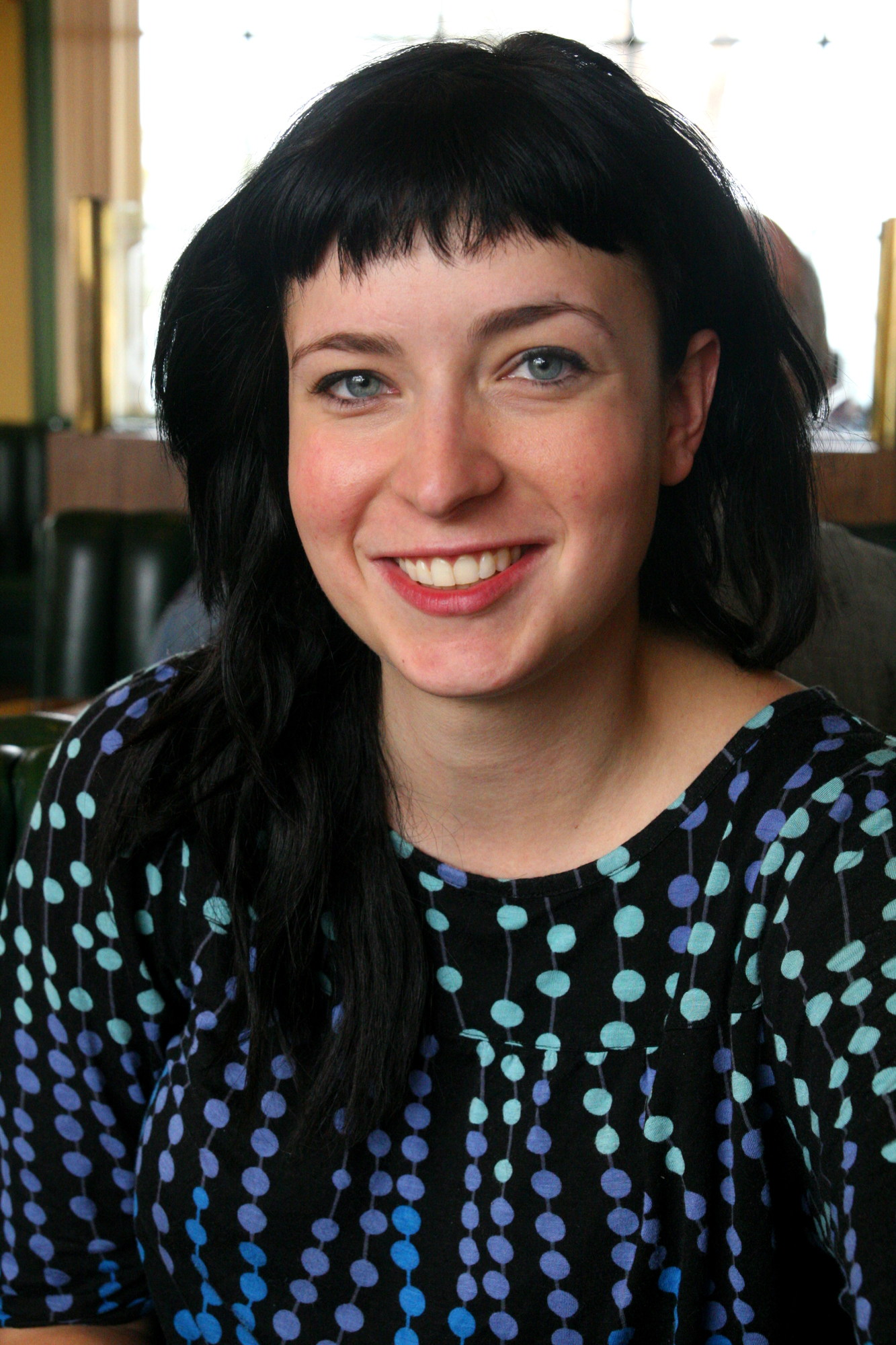
迪亚布罗·科蒂以《朱诺》成为原著剧本奖得主

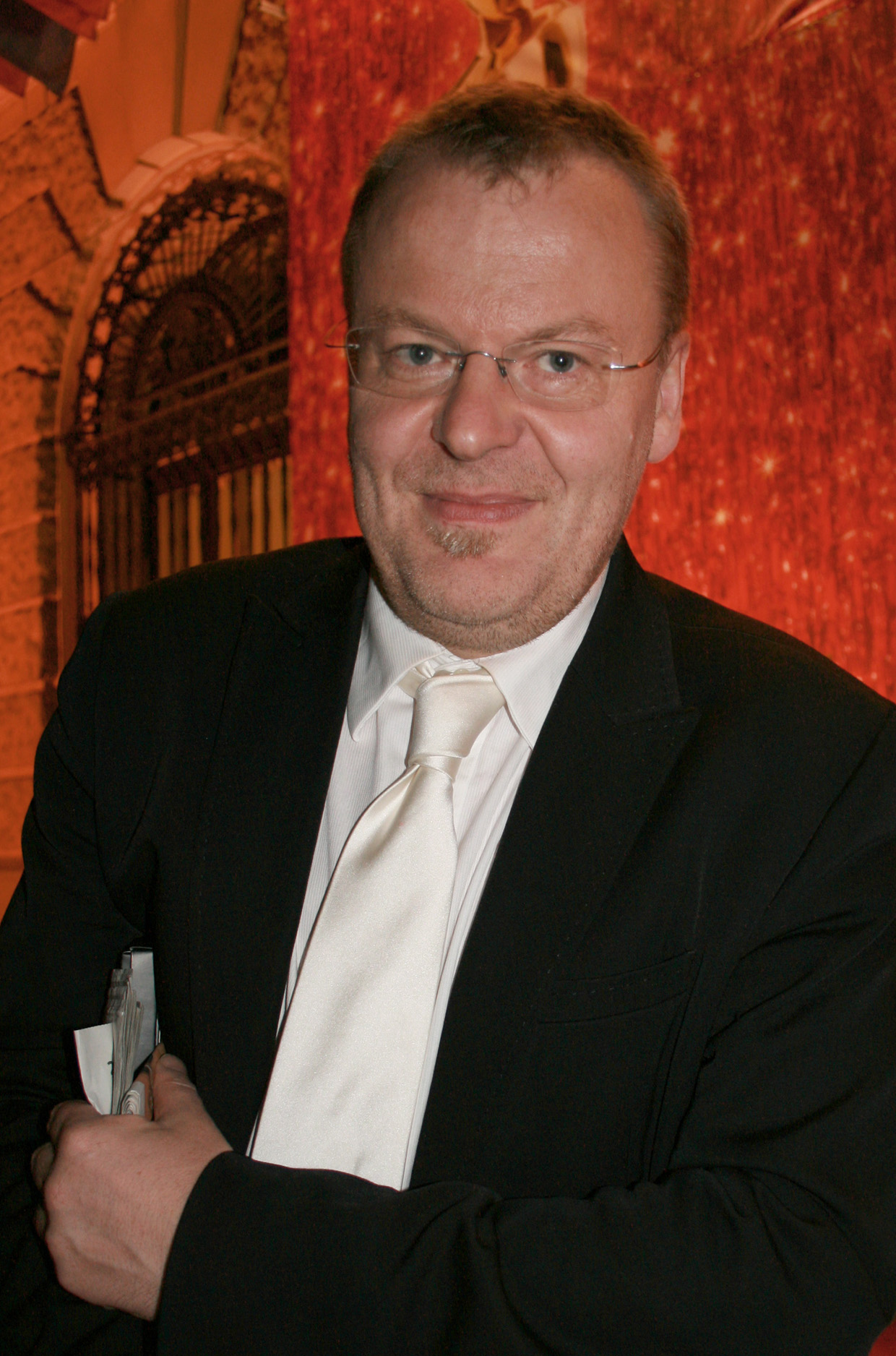
斯戴芬·卢佐维茨基因 《伪钞制造者》获外语片奖

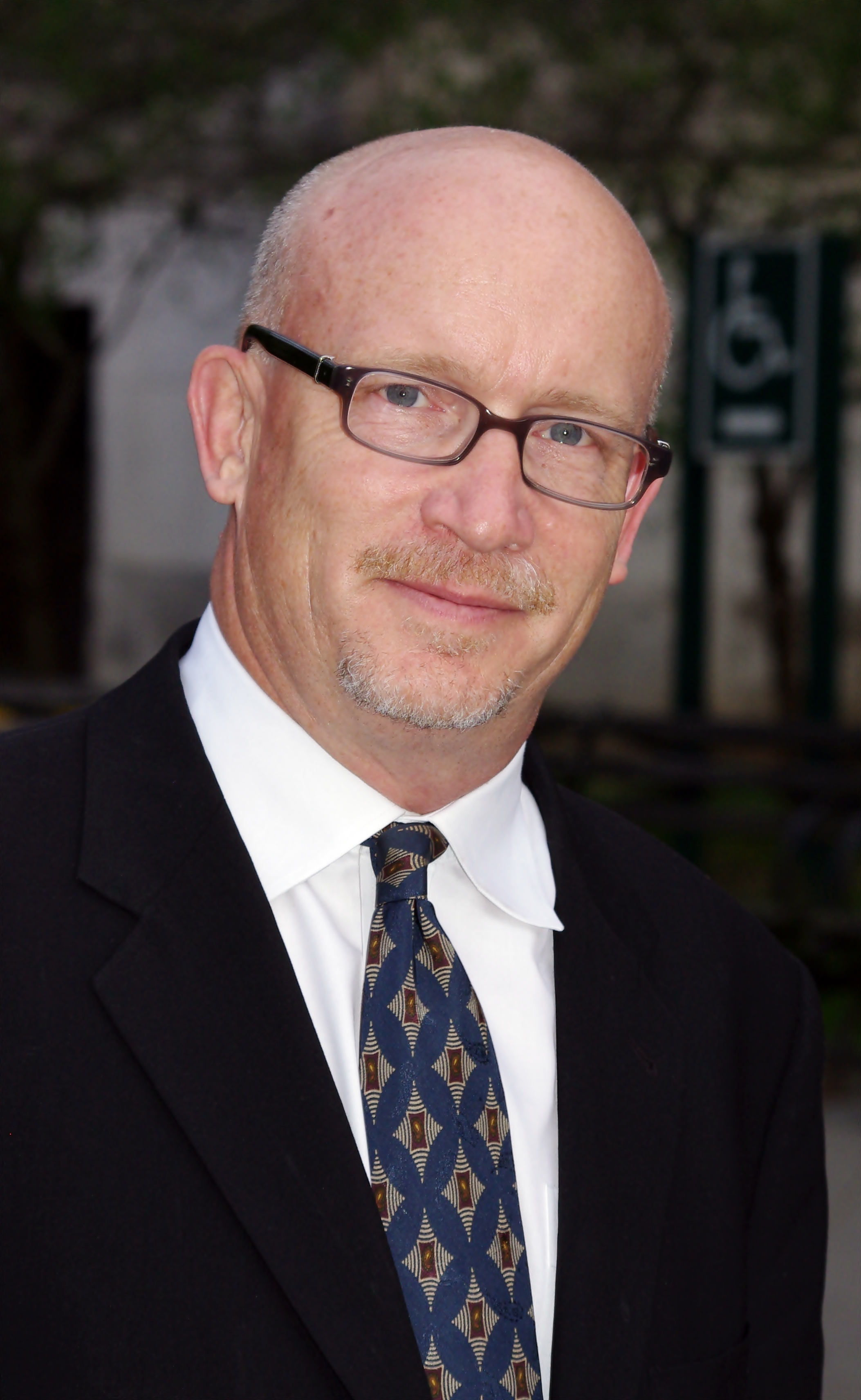
亚历克斯·吉布尼凭《开往暗处的的士》夺得纪录长片奖

获奖作品列在最上方一行，并且右侧会附上‡符号：
| 最佳影片 - 《老无所依》——斯科特·鲁丁、伊森·科恩和乔尔·科恩‡ - 《赎罪》——蒂姆·贝文、艾瑞克·费纳和保罗·韦伯斯特（Paul Webster） - 《朱诺》——连妮·霍芬（Lianne Halfon）、曼森·诺维克（Mason Novick）和卢塞尔·史密斯（Russell Smith） - 《迈克尔·克莱顿》——珍妮弗·福克斯（Jennifer Fox）、克里·奥伦特（Kerry Orent）和薛尼·波勒 - 《血色将至》——保罗·托马斯·安德森、丹尼尔·卢皮（Daniel Lupi）和乔安妮·塞勒（JoAnne Sellar）                                                                   | 导演 - 乔尔·科恩和伊森·科恩——《老无所依》‡ - 朱利安·施纳贝尔——《潜水钟与蝴蝶》 - 贾森·雷特曼——《朱诺》 - 托尼·吉尔罗伊——《迈克尔·克莱顿》 - 保罗·托马斯·安德森——《血色将至》 |
| 男主角 - 丹尼尔·戴-刘易斯——《血色将至》‡ - 乔治·克鲁尼——《迈克尔·克莱顿》 - 约翰尼·德普——《瘋狂理髮師：倫敦首席惡魔剃刀手》 - 汤米·李·琼斯——《决战以拉谷》（In the Valley of Elah） - 维果·莫腾森——《东方的承诺》（Eastern Promises） | 女主角 - 玛丽昂·歌迪亚——《玫瑰人生》‡ - 凯特·布兰切特——《伊丽莎白2：黄金时代》 - 朱莉·克里斯蒂——《柳暗花明》 - 劳拉·琳妮——《萨维奇一家》 - 艾伦·佩吉——《朱诺》 |
| 男配角 - 哈维尔·巴登——《老无所依》‡ - 卡西·阿弗莱克——《神枪手之死》 - 菲利普·塞默·霍夫曼——《查理·威尔森的战争》 - 哈尔·霍尔布鲁克——《荒野生存》 - 湯姆·威爾金森——《迈克尔·克莱顿》 | 女配角 - 蒂尔达·斯文顿——《迈克尔·克莱顿》‡ - 凯特·布兰切特——《我不在那儿》 - 鲁比·迪伊——《美国黑帮》 - 瑟夏·羅南——《赎罪》 - 艾米·莱安——《失踪宝贝》（Gone Baby Gone） |
| 原著剧本 - 《朱诺》——迪亚布罗·科蒂‡ - 《充气娃娃之恋》——南希·奥利弗（Nancy Oliver） - 《迈克尔·克莱顿》——东尼·格莱 - 《美食总动员》——布拉德·伯德（剧本和题材）、简·皮克瓦（Jan Pinkava）和吉姆·卡波比安科（Jim Capobianco，题材） - 《萨维奇一家》——塔玛拉·詹金斯（Tamara Jenkins） | 改编剧本 - 《老无所依》——乔尔·科恩和伊森·科恩改编自戈马克·麦卡锡的同名小说‡ - 《赎罪》——基斯杜化·咸顿改编自伊恩·麦克伊旺的同名小说 - 《柳暗花明》——莎拉·波莉改编自艾丽斯·芒罗的小说《翻山越岭的熊》（The Bear Went Over The Mountain） - 《潜水钟与蝴蝶》——罗纳德·哈伍德改编自让-多米尼克·鲍比的同名小说 - 《血色将至》——保罗·汤玛斯·安德森改编自厄普顿·辛克莱的小说《石油》（Oil!）                       |
| 动画长片 - 《美食总动员》——布拉德·伯德‡ - 《我在伊朗长大》——玛嘉·莎塔琵和文森特·帕兰德（Vincent Paronnaud） - 《冲浪企鹅》（Surf's Up）——艾什·布兰农（Ash Brannon）和克里斯·巴克 | 外语片 - 《伪钞制造者》（奥地利，德语）——斯戴芬·卢佐维茨基‡ - 《波弗特》（，以色列，希伯来语）——約瑟夫·席達 - 《卡廷惨案》（波兰，波兰语）——安杰依·瓦伊达 - 《蒙古王》（哈萨克斯坦，俄语）——谢尔盖·波德罗夫（Sergei Bodrov） - 《12怒汉：大审叛》（俄罗斯，俄语）——尼基塔·米亥科夫 |
| 纪录长片 - 《开往暗处的的士》——艾力士·吉伯尼和埃娃·奥纳（Eva Orner）‡ - 《一望无际》（No End in Sight）——查尔斯·弗格森（Charles H. Ferguson）和奥黛丽·马斯（Audrey Marrs） - 《我们回家吧》（Operation Homecoming: Writing the Wartime Experience）——理查德··罗宾斯（Richard E. Robbins） - 《医疗内幕》——迈克尔·摩尔和梅根·奥哈拉（Meghan O’Hara） - 《乌干达天空下》（War/Dance）——安德里亚·尼克斯·范恩（Andrea Nix Fine）和肖恩·范恩（Sean Fine） | 纪录短片 - 《保险被拒》——辛西娅·韦德（Cynthia Wade）和凡妮莎·罗斯（Vanessa Roth）‡ - 《皇冠》（La Corona）——阿曼达·米凯利（Amanda Micheli）和伊莎贝尔·维加（Isabel Vega） - 《萨利姆爸爸》（Salim Baba）——蒂姆·斯滕伯格（Tim Sternberg）和弗朗西斯科·贝洛（Francisco Bello） - 《萨利的妈妈》（Sari's Mother）——詹姆斯·朗利（James Longley） |
| 短片 - 《扒手莫扎特》——菲利普·波勒特－维拉德（Philippe Pollet-Villard）‡ - 《在晚上》（Om natten）——克里斯蒂安··克里斯蒂安森（Christian E. Christiansen）和路易斯·韦斯（Louise Vesth） - 《代课老师》（Supplente, Il）——安德烈亚·乔布林（Andrea Jublin） - 《探戈舞之恋》（Tanghi Argentini）——圭多·泰斯（Guido Thys）和安雅·德勒曼斯（Anja Daelemans） - 《印第安女人》（The Tonto Woman）——丹尼尔·巴伯（Daniel Barber）和马修·布朗（Matthew Brown） | 动画短片 - 《彼得与狼》——苏西·邓普顿（Suzie Templeton）和休·威尔士曼（Hugh Welchman）‡ - 《我见到了“甲壳虫”》（I Met the Walrus）——乔什·拉斯金（Josh Raskin） - 《坐火车的女人》（Madame Tutli-Putli）——克里斯·拉维斯（Chris Lavis）和麦西克·斯泽博斯基（Maciek Szczerbowski） - 《鸽子也能上天堂》（Même les pigeons vont au paradis）——萨缪尔·陶雷克斯（Samuel Tourneux）和西蒙·瓦尼斯（Simon Vanesse） - 《春之觉醒》（Моя любовь）——亚历山大·彼德洛夫                                                                                            |
| 原创配乐 - 《赎罪》——达里奥·马里安奈利‡ - 《追风筝的人》——阿尔贝托·伊格雷西亚斯（Alberto Iglesias） - 《迈克尔·克莱顿》——詹姆斯·纽顿·霍华德 - 《美食总动员》——迈克·吉亚奇诺 - 《决斗犹马镇》——馬可·貝爾特拉米 | 原创歌曲 - 《》（《曾经》插曲）——词曲：格伦·汉塞德（Glen Hansard）和玛可塔·伊尔格洛娃（Markéta Irglová）‡ - 《》（《魔法奇缘》插曲）——作曲：亚伦·孟肯；作词：史蒂芬·施沃茨 - 《》（《魔法奇缘》插曲）——作曲：亚伦·孟肯；作词：斯蒂芬·施瓦茨 - 《》（《魔法奇缘》插曲）——作曲：亚伦·孟肯；作词：斯蒂芬·施瓦茨 - 《》（《八月迷情》插曲）——词曲：贾马尔·约瑟夫（Jamal Joseph）、查尔斯·马克（Charles Mack）和特文·托马斯（Tevin Thomas） |
| 音效剪辑 - 《谍影重重3》——凯伦·贝克·兰德斯（Karen Baker Landers）和佩尔·哈贝格（Per Hallberg）‡ - 《老无所依》——斯吉普·里埃弗塞（Skip Lievsay） - 《美食总动员》——兰迪·汤姆和迈克尔·席维斯（Michael Silvers） - 《血色将至》——马修·伍德（Matthew Wood）和克里斯托弗·斯卡拉博西奥（Christopher Scarabosio） - 《变形金刚》——伊桑·范德莱恩（Ethan Van der Ryn）和迈克·霍普金斯（Mike Hopkins） | 音效 - 《谍影重重3》——史考特·米兰、大卫·帕克和柯克·弗朗西斯（Kirk Francis）‡ - 《老无所依》——斯基普·列夫赛、克莱格·伯奇、格雷格·奥尔洛夫和彼得·库尔兰（Peter Kurland） - 《美食总动员》——兰迪·汤姆、迈克尔·斯曼内科和多克·凯恩 - 《决斗犹马镇》——保罗·梅西、大卫·贾马尔科和吉姆·斯图比（Jim Stuebe） - 《变形金刚》——凯文·奥康奈尔、格雷格·拉塞尔和彼得·戴夫林                                             |
| 艺术指导 - 《瘋狂理髮師：倫敦首席惡魔剃刀手》——艺术指导：丹提·费瑞提；内部装饰：弗朗西斯卡·罗·夏沃（Francesca Lo Schiavo）‡ - 《美国黑帮》——艺术指导：阿瑟·马克斯（Arthur Max）；内部装饰：贝丝·鲁维诺（Beth Rubino） - 《赎罪》——艺术指导：莎拉·格林伍德（Sarah Greenwood）；内部装饰：凯蒂·斯宾塞（Katie Spencer） - 《黄金罗盘》——艺术指导：丹尼斯·盖斯纳（Dennis Gassner）；内部装饰：安娜·平诺克 - 《血色将至》——艺术指导：杰克·菲斯克（Jack Fisk）；内部装饰：吉姆·埃里克森（Jim Erickson） | 摄影 - 《血色将至》——罗伯特·艾斯威特（Robert Elswit）‡ - 《神枪手之死》——罗杰·狄金斯 - 《赎罪》——西穆斯·迈克加维 - 《潜水钟与蝴蝶》——雅努什·卡明斯基 - 《老无所依》——罗杰·狄金斯 |
| 化妆 - 《玫瑰人生》——迪迪埃·拉维尼（Didier Lavergne）和扬·阿奇博尔德（Jan Archibald）‡ - 《诺比特》（Norbit）——里克·贝克和和弘辻（Kazuhiro Tsuji） - 《加勒比海盗3：世界的尽头》——威·尼尔（Ve Neill）和马丁·塞缪尔（Martin Samuel） | 服装设计 - 《伊丽莎白2：黄金时代》——亚历山德拉·拜恩（Alexandra Byrne）‡ - 《穿越苍穹》——艾伯特·沃斯基（Albert Wolsky） - 《赎罪》——杰奎琳·杜兰 - 《玫瑰人生》——马利特·艾伦（Marit Allen） - 《瘋狂理髮師：倫敦首席惡魔剃刀手》——柯琳·阿特伍德 |
| 剪辑 - 《谍影重重3》——克里斯多福·劳斯‡ - 《潜水钟与蝴蝶》——朱丽叶·威尔夫林（Juliette Welfling） - 《荒野生存》——杰伊·卡西迪（Jay Cassidy） - 《老无所依》——科恩兄弟 - 《血色将至》——迪伦·提克纳（Dylan Tichenor） | 视觉效果 - 《黄金罗盘》——迈克尔·芬克（Michael Fink）、比尔·凯斯滕豪佛、本·莫里斯（Ben Morris）和特雷弗·伍德（Trevor Wood）‡ - 《加勒比海盗3：世界的尽头》——约翰·诺尔、哈尔·西克尔（Hal Hickel）、查尔斯·吉布森（Charles Gibson）和约翰·弗雷泽（John Frazier） - 《变形金刚》——斯科特·法勒（Scott Farrar）、斯科特·本扎（Scott Benza）、罗素·厄尔（Russell Earl）和约翰·弗雷泽                                                                                                   |

### 奥斯卡荣誉奖
- 罗伯特·波义耳——表彰他在电影艺术指导领域数一数二的巨大成就[24]。

### 提名及获奖大户
| 提名数 | 片名                        |
| ------ | --------------------------- |
| 8      | 《老无所依》                |
| 8      | 《血色将至》                |
| 7      | 《赎罪》                    |
| 7      | 《迈克尔·克莱顿》           |
| 5      | 《美食总动员》              |
| 4      | 《潜水钟与蝴蝶》            |
| 4      | 《朱诺》                    |
| 3      | 《谍影重重3》               |
| 3      | 《魔法奇缘》                |
| 3      | 《玫瑰人生》                |
| 3      | 《理发师陶德》              |
| 3      | 《变形金刚》                |
| 2      | 《决斗犹马镇》              |
| 2      | 《美国黑帮》                |
| 2      | 《神枪手之死》              |
| 2      | 《柳暗花明》                |
| 2      | 《伊丽莎白2：黄金时代》     |
| 2      | 《黄金罗盘》                |
| 2      | 《荒野生存》                |
| 2      | 《加勒比海盗3：世界的尽头》 |
| 2      | 《萨维奇一家》              |

| 获奖数 | 片名          |
| ------ | ------------- |
| 4      | 《老无所依》  |
| 3      | 《谍影重重3》 |
| 2      | 《玫瑰人生》  |
| 2      | 《血色将至》  |

## 颁奖和表演嘉宾
以下人士出场颁发了奖项或表演节目，均按出场先后顺序排列：

### 颁奖嘉宾
| 姓名 | 角色                                     |
| --- | ---------------------------------------- |
| 汤姆·凯恩 兰迪·托马斯                                                                                       | 第80届奥斯卡颁奖典礼报幕员               |
| 詹妮弗·加纳                                                                                                 | 颁发服装设计奖                           |
| 乔治·克鲁尼                                                                                                 | 引出奥斯卡金像奖历史回顾蒙太奇           |
| 史蒂夫·卡瑞尔 安妮·海瑟薇                                                                                   | 颁发奥斯卡最佳动画长片奖                 |
| 凯瑟琳·海格尔                                                                                               | 颁发化妆奖                               |
| 乔恩·斯图尔特                                                                                               | 引出原创歌曲奖提名作品《》的现场演出     |
| 道恩·强森                                                                                                   | 颁发视觉效果奖                           |
| 凯特·布兰切特                                                                                               | 颁发艺术指导奖                           |
| 詹妮弗·哈德森                                                                                               | 颁发男配角奖                             |
| 凯丽·拉塞尔                                                                                                 | 引出原创歌曲奖提名作品《》的现场演出     |
| 欧文·威尔逊                                                                                                 | 颁发短片奖                               |
| 《蜜蜂总动员》中的蜜蜂主角巴里（杰瑞·宋飞配音）                                                             | 颁发动画短片奖                           |
| 艾伦·阿金                                                                                                   | 颁发女配角奖                             |
| 杰西卡·阿尔芭                                                                                               | 引出科技成果奖和戈登·E·索耶奖颁奖片段    |
| 乔什·布洛林 詹姆斯·麦卡沃伊                                                                                 | 颁发原著改编奖                           |
| 希德·甘尼斯                                                                                                 | 现场介绍奥斯卡金像奖的评奖过程           |
| 麦莉·赛勒斯                                                                                                 | 引出原创歌曲奖提名作品《》的现场演出     |
| 乔纳·希尔 塞斯·罗根                                                                                         | 颁发音效剪辑奖和音效奖                   |
| 福里斯特·惠特克                                                                                             | 颁发奥斯卡最佳女主角奖                   |
| 科林·法瑞尔                                                                                                 | 引出原创歌曲奖提名作品《》的现场演出     |
| 杰克·尼科尔森                                                                                               | 引出回顾历史上最佳影片奖颁奖瞬间的蒙太奇 |
| 蕾妮·齐薇格                                                                                                 | 颁发剪辑奖                               |
| 妮可·基德曼                                                                                                 | 向罗伯特·波义耳颁发奥斯卡荣誉奖          |
| 佩内洛普·克鲁兹                                                                                             | 颁发外语片奖                             |
| 帕特里克·德姆西                                                                                             | 引出原创歌曲奖提名作品《》的现场演出     |
| 约翰·特拉沃尔塔                                                                                             | 颁发原创歌曲奖                           |
| 卡梅隆·迪亚茨                                                                                               | 颁发摄影奖                               |
| 希拉里·斯旺克                                                                                               | 引出纪念去世影人环节                     |
| 艾米·亚当斯                                                                                                 | 颁发原创配乐奖                           |
| 汤姆·汉克斯 一等兵查尔斯·海兰德 安德烈亚·克努森中士 约瑟夫·史密斯下士 柯蒂斯·威廉姆森中尉 肯吉·索罗韦特中士 | 颁发纪录短片奖                           |
| 汤姆·汉克斯                                                                                                 | 颁发纪录长片奖                           |
| 哈里森·福特                                                                                                 | 颁发原著剧本奖                           |
| 海伦·米伦                                                                                                   | 颁发男主角奖                             |
| 马丁·斯科塞斯                                                                                               | 颁发导演奖                               |
| 丹泽尔·华盛顿                                                                                               | 颁发最佳影片奖                           |

### 表演嘉宾
| 姓名                          | 角色          | 表演                 |
| ----------------------------- | ------------- | -------------------- |
| 比尔·康堤                     | 音乐编排 指挥 | 管弦乐               |
| 艾米·亚当斯                   | 表演者        | 《魔法奇缘》插曲《》 |
| 影响话剧团 贾米亚·西蒙娜·纳什 | 表演者        | 《八月迷情》插曲《》 |
| 克里斯汀·肯诺恩斯 马龙·桑德斯 | 表演者        | 《魔法奇缘》插曲《》 |
| 格伦·汉塞德 玛可塔·伊尔格洛娃 | 表演者        | 《曾经》插曲《》     |
| 强·迈克拉夫林                 | 表演者        | 《魔法奇缘》插曲《》 |

## 典礼资讯

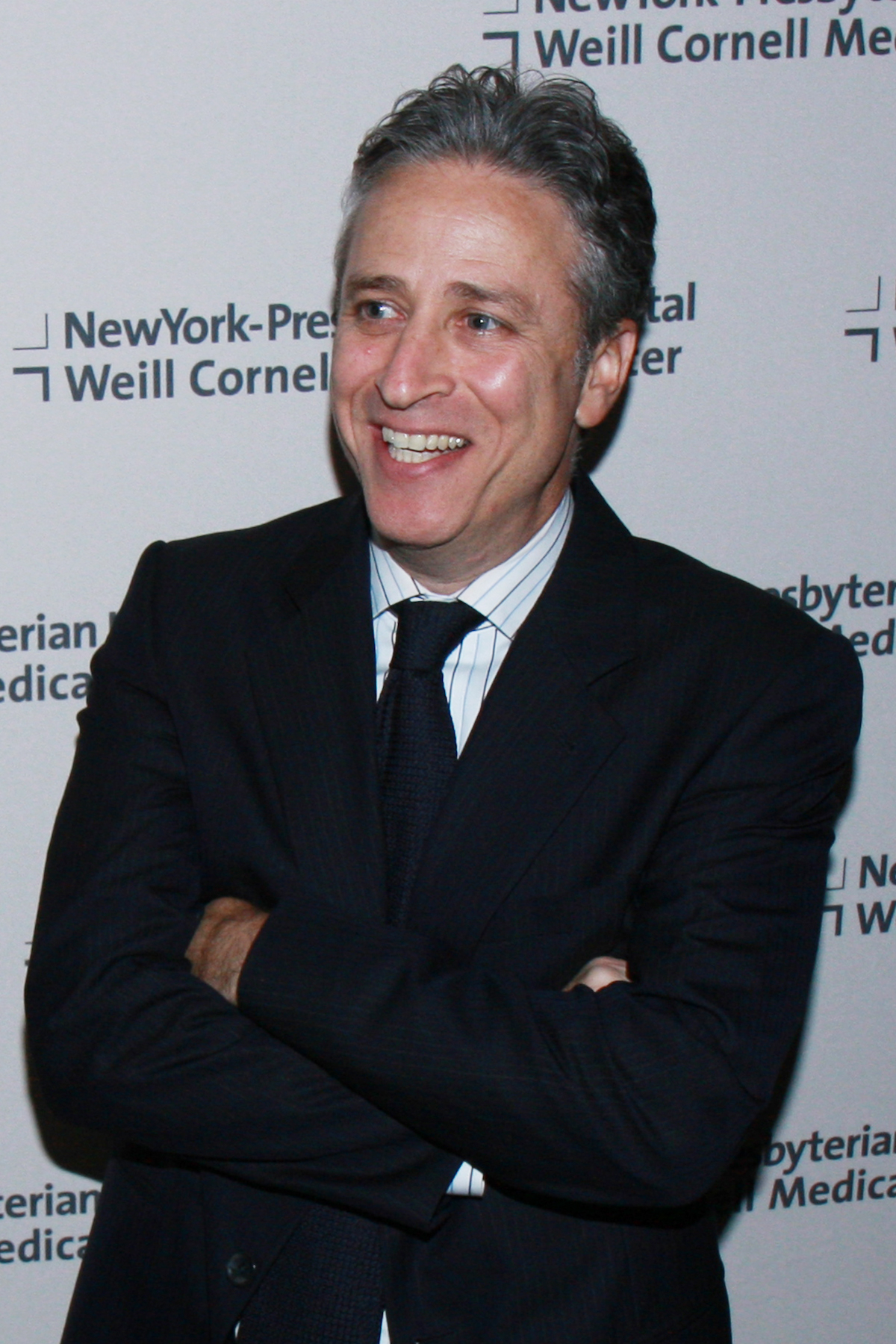
乔恩·斯图尔特是第80届奥斯卡颁奖典礼的主持人

2007年9月，美国电影艺术与科学学院决定聘请吉尔·凯茨（Gil Cates）负责第80届奥斯卡颁奖典礼的制作，这也成为他第14次担任制作人，创下新的纪录。甘尼斯对此表示，凯茨“才华横溢……创意十足，而且对奥斯卡抱有极大热忱。所有这些特点结合起来，让这个夜晚变得让人无比期待”。凯茨获聘后立即选择男演员、笑匠兼谈话节目主持人乔恩·斯图尔特担任2008年颁奖晚会司仪，称“乔恩在第78届颁奖典礼上的主持非常出彩……他既聪明、反应又快，会搞笑而且热爱电影，人也没说的。我们还能有什么不满意的呢？”
2007年－2008年美国编剧协会大罢工对颁奖典礼的电视转播及周边活动构成影响。这场劳资纠纷开始1个多月后，正在罢工的美国编剧协会拒绝接受艺术与科学学院的请求，以致过往颁奖典礼的视频剪辑片段在2008年晚会上播放的方式受限。1988年的第60届奥斯卡颁奖典礼是在这年编剧罢工开始37天后举行，当时主办方已有准备，所需素材都已完成制作，所有演员都应邀出席。
学院起初预计罢工会持续到晚会当晚，所以制订有备用方案，不包含演员上台领奖的环节。其中虽然还是会有歌舞曲目表演，但更多镜头还是聚焦在历史性的视频片段上，以期强调奥斯卡金像奖80周年。不过，事实证明这一计划并不必要，美国编剧协会同电影和电视制片人同盟达成协议，罢工于2008年2月12日结束，因此颁奖典礼直接按原订方案举行。

### 提名电影票房表现
与之前几年类似，本届奥斯卡金像奖角逐中小成本独立制作要比票房大片更受表睐。截至2008年1月22日提名公布时，全部5部获最佳影片奖提名的电影在美国的票房总收入为2亿1674万1290美元，平均每部4334万8258美元。
提名公布时，获最佳影片奖提名的5部电影都没有登上2007年美国电影票房10强榜。其中《朱诺》以8709万2615美元居首，其后分别是收入4889万9543美元的《老无所依》，进账3939万9327美元的《迈克尔·克莱顿》，收入3265万3183美元的《赎罪》和进账869万6622美元的《血色将至》。
在1987年美国电影票房50强中，有12部电影获得共计29项提名。其中《美食总动员》（第9名）、《美国黑帮》（第18名）、《朱诺》（第31名）、《查理·威尔森的战争》（第39名）和《冲浪企鹅》（第41名）所获提名包含最佳影片、动画长片、导演或编剧、表演类奖项。另外7部获提名的电影分别是《变形金刚》（季军）、《加勒比海盗3：世界的尽头》（第4名）、《谍影重重3》（第7名）、《魔法奇缘》（第20名）、《诺比特》（第29名）、《黄金罗盘》（第37名）和《决斗犹马镇》（第45名）。

### 专业评价
本次颁奖典礼所获评价褒贬不一，部分媒体看法倾向负面。《华盛顿邮报》电视评论员汤姆·谢尔斯（Tom Shales）取笑晚会堆积了太多的电影片段，不但有本届提名作品，还有早在1929年时获奖的电影，整个节目看上去令人就像老在打嗝般难受。《时代》周刊专栏作家詹姆斯·波尼沃兹克（James Poniewozik）认为，斯图尔特的主持虽然偶尔还算有趣，但总体上还是过分偏向传统，所有的段子都很中规中矩、大打安全牌，要么是科林·法雷尔怎么性感，凯特·布兰切特戏路如何宽泛，再不然就拿杰克·尼科尔森开涮，说他是个老色鬼。对于节目本身，波尼沃兹克认为其中充斥的回顾片段太多，如果这时编剧还在罢工倒还合理，但实际情况并非如此。与此同时，晚会也过于沉闷乏味。《今日美国》专栏作家罗伯特·比安科（Robert Bianco）认为，正是编剧大罢工导致主办方只有几星期时间准备，令周日晚直播的奥斯卡颁奖显得非常无聊，大量内容都不得不依靠视频片段填补，节目本身乏善可陈。他还认为，大量的视频片段令斯图尔特作为主持人的作用显得可有可无。
其他大部分媒体对节目有更加正面的评价。《波士顿环球报》（Boston Globe）电视评论员马修·吉尔伯特（Matthew Gilbert）觉得晚会总体表现一般，但斯图尔特主持功底不凡。评论中称：“很高兴看到乔恩·斯图尔特的本色演出。他已在比利·克里斯托离开后成长为值得信赖的奥斯卡主持。虽然在音乐上并不擅长，但他依然多才多艺，足以在取笑政治、好莱坞、新媒体，以及取笑发型这最压轴的笑点上自由穿棱，游刃有余。”《综艺》杂志专栏作家布莱恩·洛瑞（Brian Lowry）同样称赞主持人的表现，称他无论是在取笑凯特·布兰切特的宽广戏路，还是在的小屏幕上观看《阿拉伯的劳伦斯》时都保持着一种俏皮、揶揄的风格。美联社评论员弗雷泽·摩尔（Frazier Moore）认为，斯图尔特的表现比起上次主持已有明显改善，虽然前期准备时间非常紧，晚会现场节奏也很快，但事实证明他完全能够胜任，甚至就像在自己家里一样轻松自如。摩尔还觉得，虽然各奖项结果缺乏惊喜，但这个夜晚仍然非常优雅，舞台设计高档大气，管弦尔雄浑而又生机盎然，每个人都表现出自己最好的一面。

### 收视率和奖项
本届颁奖典礼通过美国广播公司在美国直播，其播出时段里平均有3200万观众收看，与前一年相比降低了21%，所有曾观看部分时段节目的观众总数则估计有6400万。从尼尔森收视率调查数据来看，节目表现也不及前一年，吸引到18.7%的家庭观看，收视率为29%。此外，节目在18至49岁年龄段观众群中收获的收视率为10.7 / 26，这意味着全美所有18至49岁年龄段人群里有10.7%观看颁奖典礼，而当时有看电视的该年龄段观众群中则有33.71%选择收看该节目。多家媒体认为，编剧协会的大罢工和提名电影相对小众共同影响，导致晚会收视率偏低。奥斯卡颁奖典礼是从1974年的第46届开始统计收视观众人数，截至2015年，第80届颁奖典礼的收视人数仍然垫底。
2008年7月，颁奖典礼获得第60届黄金时段艾美奖的9项提名，并在两个月后赢得综艺、音乐或喜剧节目类杰出艺术指导和杰出导演奖。

## 纪念
奥斯卡颁奖典礼上一年一度的“纪念”致敬环节旨在纪念过去一年中逝世的业内人士，本场晚会上的这一环节由女演员希拉里·斯旺克引出，纪念了以下人士：
| - 罗斯科·李·布朗尼（Roscoe Lee Browne） - 巴瑞·尼尔森（Barry Nelson） - 基蒂·卡莱尔·哈特（Kitty Carlisle Hart） - 贝蒂·赫顿 - 卡尔文·洛克哈特（Calvin Lockhart） - 简·怀曼 - 梅尔韦尔·沙维尔森（Melville Shavelson） - 柯蒂斯·哈灵顿（Curtis Harrington） - 杰克·瓦伦蒂（Jack Valenti） - 迈克尔·基德（Michael Kidd） - 米开朗基罗·安东尼奥尼 - 德尔伯特·曼 - 蒙蒂·韦斯特莫尔（Monty Westmore） - 彼得·T·汉福德（Peter T. Hanford） - 巴德·艾金斯（Bud Ekins） - 伯纳德·戈登（Bernard Gordon） - 戴布思·格里尔（Dabbs Greer） - 让-克劳德·布里亚利（Jean-Claude Brialy） - 哈罗德·迈克尔逊（Harold Michelson） - 拉雷恩·黛（Laraine Day） - 让-皮埃尔·卡塞尔（Jean-Pierre Cassel） | - 露易丝·麦斯威尔（Lois Maxwell） - 拉兹洛·科瓦奇（Laszlo Kovacs） - 罗伯特·克拉克（Robert Clark） - 约翰尼·格兰特（Johnny Grant） - 弗兰克·罗森菲尔特（Frank Rosenfelt） - 马丁·马努利斯（Martin Manulis） - 唐菲尔德（Donfeld） - 乌斯曼·塞姆班 - 弗雷迪·菲尔兹（Freddy Fields） - 罗伯特·兰茨（Robert Lantz） - 雷·库兹曼（Ray Kurtzman） - 梅木三吉 - 苏珊娜·普莱薛特（Suzanne Pleshette） - 黛博拉·蔻尔 - 彼得·艾伦肖（Peter Ellenshaw） - 彼得·津纳（Peter Zinner） - 弗雷迪·弗朗西斯（Freddie Francis） - 英格玛·伯格曼 - 雷·埃文斯（Ray Evans） - 威廉·塔特尔（William Tuttle） - 希斯·莱杰 |